# Rugby 7 na Igrzyskach Ameryki Południowej 2018
Turnieje rugby 7 na Igrzyskach Ameryki Południowej 2018 odbyły się w dniach 27–29 maja 2018 roku w boliwijskim mieście Colcapirhua. Zawody służyły również jako kwalifikacja do turnieju rugby 7 na Igrzyskach Panamerykańskich 2019.
Była to druga edycja zawodów w rugby siedmioosobowym w historii tej imprezy. Zawody zostały rozegrane 27–29 maja 2018 roku na Estadio Municipal de Colcapirhua. Do obu turniejów przystąpiło po siedem zespołów, które rozegrały spotkania systemem kołowym w ramach jednej grupy. Prócz medali stawką tych zawodów były też miejsca w turnieju rugby 7 na Igrzyskach Panamerykańskich 2019 – dwie dla reprezentacji męskich i jedno dla żeńskiej – o które ubiegały się reprezentacje z wyłączeniem Argentyńczyków i Peruwianek.
W fazie grupowej spotkania toczone były bez ewentualnej dogrywki, za zwycięstwo, remis i porażkę przysługiwały odpowiednio trzy, dwa i jeden punkt, brak punktów natomiast za nieprzystąpienie do meczu. W przypadku tej samej liczby punktów ich lokaty miały być ustalane kolejno na podstawie:
1. wyniku meczów pomiędzy zainteresowanymi drużynami;
2. lepszego bilansu punktów zdobytych i straconych;
3. lepszego bilansu przyłożeń zdobytych i straconych;
4. większej liczby zdobytych punktów;
5. większej liczby zdobytych przyłożeń;
6. rzutu monetą.

Argentyńczycy osłabieni brakiem podstawowych zawodników występujących w tym czasie w London Sevens 2018 zajęli ostatecznie trzecie miejsce, wyżej uplasowali się Chilijczycy przed Urugwajczykami – i to te dwie reprezentacje uzyskały awans na Igrzyska Panamerykańskie 2019. Na tych zawodach dołączą do nich Brazylijki, które potwierdziły swoją dominację na kontynencie w sześciu meczach pozwalając rywalkom – tylko pozostałym medalistkom, Argentynkom i Paragwajkom – na zdobycie jedynie siedemnastu punktów.

## Podsumowanie

### Klasyfikacja medalowa
| Klasyfikacja medalowa | Klasyfikacja medalowa | Klasyfikacja medalowa | Klasyfikacja medalowa | Klasyfikacja medalowa | Klasyfikacja medalowa |
| --------------------- | --------------------- | --------------------- | --------------------- | --------------------- | --------------------- |
| Miejsce               | Reprezentacja         | Złoto                 | Srebro                | Brąz                  | Razem                 |
| 1                     | Brazylia              | 1                     | 0                     | 0                     | 1                     |
| =                     | Chile                 | 1                     | 0                     | 0                     | 1                     |
| 3                     | Argentyna             | 0                     | 1                     | 1                     | 2                     |
| 4                     | Urugwaj               | 0                     | 1                     | 0                     | 1                     |
| 5                     | Paragwaj              | 0                     | 0                     | 1                     | 1                     |

### Medaliści
| Konkurencja | 1. miejsce | 2. miejsce | 3. miejsce |
| ----------- | ---------- | ---------- | ---------- |
| Mężczyźni   | Chile      | Urugwaj    | Argentyna  |
| Kobiety     | Brazylia   | Argentyna  | Paragwaj   |

## Turniej mężczyzn

### Mecze
| 27 maja 201811:00 | Urugwaj | 14:14 | Brazylia | Estadio Municipal de Colcapirhua, Colcapirhua |
| 27 maja 201811:00 |         | 14:14 |          | Estadio Municipal de Colcapirhua, Colcapirhua |

| 27 maja 201811:15 | Argentyna | 35:5 | Paragwaj | Estadio Municipal de Colcapirhua, Colcapirhua |
| 27 maja 201811:15 |           | 35:5 |          | Estadio Municipal de Colcapirhua, Colcapirhua |

| 27 maja 201811:45 | Chile | 54:0 | Boliwia | Estadio Municipal de Colcapirhua, Colcapirhua |
| 27 maja 201811:45 |       | 54:0 |         | Estadio Municipal de Colcapirhua, Colcapirhua |

| 27 maja 201813:30 | Boliwia | 0:41 | Kolumbia | Estadio Municipal de Colcapirhua, Colcapirhua |
| 27 maja 201813:30 |         | 0:41 |          | Estadio Municipal de Colcapirhua, Colcapirhua |

| 27 maja 201814:00 | Paragwaj | 0:40 | Chile | Estadio Municipal de Colcapirhua, Colcapirhua |
| 27 maja 201814:00 |          | 0:40 |       | Estadio Municipal de Colcapirhua, Colcapirhua |

| 27 maja 201814:15 | Brazylia | 7:24 | Argentyna | Estadio Municipal de Colcapirhua, Colcapirhua |
| 27 maja 201814:15 |          | 7:24 |           | Estadio Municipal de Colcapirhua, Colcapirhua |

| 27 maja 201815:45 | Urugwaj | 26:17 | Kolumbia | Estadio Municipal de Colcapirhua, Colcapirhua |
| 27 maja 201815:45 |         | 26:17 |          | Estadio Municipal de Colcapirhua, Colcapirhua |

| 28 maja 201811:00 | Urugwaj | 17:0 | Boliwia | Estadio Municipal de Colcapirhua, Colcapirhua |
| 28 maja 201811:00 |         | 17:0 |         | Estadio Municipal de Colcapirhua, Colcapirhua |

| 28 maja 201811:15 | Brazylia | 31:7 | Paragwaj | Estadio Municipal de Colcapirhua, Colcapirhua |
| 28 maja 201811:15 |          | 31:7 |          | Estadio Municipal de Colcapirhua, Colcapirhua |

| 28 maja 201811:45 | Argentyna | 28:7 | Kolumbia | Estadio Municipal de Colcapirhua, Colcapirhua |
| 28 maja 201811:45 |           | 28:7 |          | Estadio Municipal de Colcapirhua, Colcapirhua |

| 28 maja 201813:30 | Urugwaj | 7:35 | Chile | Estadio Municipal de Colcapirhua, Colcapirhua |
| 28 maja 201813:30 |         | 7:35 |       | Estadio Municipal de Colcapirhua, Colcapirhua |

| 28 maja 201814:00 | Paragwaj | 47:7 | Boliwia | Estadio Municipal de Colcapirhua, Colcapirhua |
| 28 maja 201814:00 |          | 47:7 |         | Estadio Municipal de Colcapirhua, Colcapirhua |

| 28 maja 201814:15 | Brazylia | 19:17 | Kolumbia | Estadio Municipal de Colcapirhua, Colcapirhua |
| 28 maja 201814:15 |          | 19:17 |          | Estadio Municipal de Colcapirhua, Colcapirhua |

| 28 maja 201815:45 | Argentyna | 12:12 | Chile | Estadio Municipal de Colcapirhua, Colcapirhua |
| 28 maja 201815:45 |           | 12:12 |       | Estadio Municipal de Colcapirhua, Colcapirhua |

| 29 maja 201811:00 | Kolumbia | 0:31 | Chile | Estadio Municipal de Colcapirhua, Colcapirhua |
| 29 maja 201811:00 |          | 0:31 |       | Estadio Municipal de Colcapirhua, Colcapirhua |

| 29 maja 201811:15 | Boliwia | 0:92 | Argentyna | Estadio Municipal de Colcapirhua, Colcapirhua |
| 29 maja 201811:15 |         | 0:92 |           | Estadio Municipal de Colcapirhua, Colcapirhua |

| 29 maja 201811:45 | Paragwaj | 0:54 | Urugwaj | Estadio Municipal de Colcapirhua, Colcapirhua |
| 29 maja 201811:45 |          | 0:54 |         | Estadio Municipal de Colcapirhua, Colcapirhua |

| 29 maja 201813:15 | Boliwia | 7:75 | Brazylia | Estadio Municipal de Colcapirhua, Colcapirhua |
| 29 maja 201813:15 |         | 7:75 |          | Estadio Municipal de Colcapirhua, Colcapirhua |

| 29 maja 201813:30 | Paragwaj | 5:24 | Kolumbia | Estadio Municipal de Colcapirhua, Colcapirhua |
| 29 maja 201813:30 |          | 5:24 |          | Estadio Municipal de Colcapirhua, Colcapirhua |

| 29 maja 201815:45 | Chile | 52:0 | Brazylia | Estadio Municipal de Colcapirhua, Colcapirhua |
| 29 maja 201815:45 |       | 52:0 |          | Estadio Municipal de Colcapirhua, Colcapirhua |

| 29 maja 201816:30 | Argentyna | 20:36 | Urugwaj | Estadio Municipal de Colcapirhua, Colcapirhua |
| 29 maja 201816:30 |           | 20:36 |         | Estadio Municipal de Colcapirhua, Colcapirhua |

## Turniej kobiet

### Mecze
| 27 maja 201810:00 | Argentyna | 38:0 | Paragwaj | Estadio Municipal de Colcapirhua, Colcapirhua |
| 27 maja 201810:00 |           | 38:0 |          | Estadio Municipal de Colcapirhua, Colcapirhua |

| 27 maja 201810:15 | Brazylia | 34:0 | Kolumbia | Estadio Municipal de Colcapirhua, Colcapirhua |
| 27 maja 201810:15 |          | 34:0 |          | Estadio Municipal de Colcapirhua, Colcapirhua |

| 27 maja 201810:45 | Peru | 34:0 | Boliwia | Estadio Municipal de Colcapirhua, Colcapirhua |
| 27 maja 201810:45 |      | 34:0 |         | Estadio Municipal de Colcapirhua, Colcapirhua |

| 27 maja 201812:30 | Boliwia | 0:41 | Urugwaj | Estadio Municipal de Colcapirhua, Colcapirhua |
| 27 maja 201812:30 |         | 0:41 |         | Estadio Municipal de Colcapirhua, Colcapirhua |

| 27 maja 201812:45 | Kolumbia | 15:14 | Peru | Estadio Municipal de Colcapirhua, Colcapirhua |
| 27 maja 201812:45 |          | 15:14 |      | Estadio Municipal de Colcapirhua, Colcapirhua |

| 27 maja 201813:15 | Paragwaj | 12:42 | Brazylia | Estadio Municipal de Colcapirhua, Colcapirhua |
| 27 maja 201813:15 |          | 12:42 |          | Estadio Municipal de Colcapirhua, Colcapirhua |

| 27 maja 201815:30 | Argentyna | 38:0 | Urugwaj | Estadio Municipal de Colcapirhua, Colcapirhua |
| 27 maja 201815:30 |           | 38:0 |         | Estadio Municipal de Colcapirhua, Colcapirhua |

| 28 maja 201810:00 | Argentyna | 53:0 | Boliwia | Estadio Municipal de Colcapirhua, Colcapirhua |
| 28 maja 201810:00 |           | 53:0 |         | Estadio Municipal de Colcapirhua, Colcapirhua |

| 28 maja 201810:00 | Paragwaj | 19:19 | Kolumbia | Estadio Municipal de Colcapirhua, Colcapirhua |
| 28 maja 201810:00 |          | 19:19 |          | Estadio Municipal de Colcapirhua, Colcapirhua |

| 28 maja 201810:30 | Brazylia | 47:0 | Urugwaj | Estadio Municipal de Colcapirhua, Colcapirhua |
| 28 maja 201810:30 |          | 47:0 |         | Estadio Municipal de Colcapirhua, Colcapirhua |

| 28 maja 201812:30 | Kolumbia | 47:5 | Boliwia | Estadio Municipal de Colcapirhua, Colcapirhua |
| 28 maja 201812:30 |          | 47:5 |         | Estadio Municipal de Colcapirhua, Colcapirhua |

| 28 maja 201812:45 | Paragwaj | 29:7 | Urugwaj | Estadio Municipal de Colcapirhua, Colcapirhua |
| 28 maja 201812:45 |          | 29:7 |         | Estadio Municipal de Colcapirhua, Colcapirhua |

| 28 maja 201813:15 | Argentyna | 29:0 | Peru | Estadio Municipal de Colcapirhua, Colcapirhua |
| 28 maja 201813:15 |           | 29:0 |      | Estadio Municipal de Colcapirhua, Colcapirhua |

| 28 maja 201815:30 | Brazylia | 43:0 | Peru | Estadio Municipal de Colcapirhua, Colcapirhua |
| 28 maja 201815:30 |          | 43:0 |      | Estadio Municipal de Colcapirhua, Colcapirhua |

| 29 maja 201810:00 | Urugwaj | 5:24 | Peru | Estadio Municipal de Colcapirhua, Colcapirhua |
| 29 maja 201810:00 |         | 5:24 |      | Estadio Municipal de Colcapirhua, Colcapirhua |

| 29 maja 201810:15 | Boliwia | 0:65 | Brazylia | Estadio Municipal de Colcapirhua, Colcapirhua |
| 29 maja 201810:15 |         | 0:65 |          | Estadio Municipal de Colcapirhua, Colcapirhua |

| 29 maja 201810:30 | Kolumbia | 0:38 | Argentyna | Estadio Municipal de Colcapirhua, Colcapirhua |
| 29 maja 201810:30 |          | 0:38 |           | Estadio Municipal de Colcapirhua, Colcapirhua |

| 29 maja 201812:30 | Urugwaj | 5:45 | Kolumbia | Estadio Municipal de Colcapirhua, Colcapirhua |
| 29 maja 201812:30 |         | 5:45 |          | Estadio Municipal de Colcapirhua, Colcapirhua |

| 29 maja 201812:45 | Boliwia | 5:68 | Paragwaj | Estadio Municipal de Colcapirhua, Colcapirhua |
| 29 maja 201812:45 |         | 5:68 |          | Estadio Municipal de Colcapirhua, Colcapirhua |

| 29 maja 201815:30 | Peru | 12:17 | Paragwaj | Estadio Municipal de Colcapirhua, Colcapirhua |
| 29 maja 201815:30 |      | 12:17 |          | Estadio Municipal de Colcapirhua, Colcapirhua |

| 29 maja 201816:00 | Argentyna | 5:34 | Brazylia | Estadio Municipal de Colcapirhua, Colcapirhua |
| 29 maja 201816:00 |           | 5:34 |          | Estadio Municipal de Colcapirhua, Colcapirhua |